# Святой
Свято́й (от праслав. svętъ, svętъjь; мн. ч. — святы́е) — личность, особенно чтимая в различных религиях за святость, благочестие, праведность, стойкое исповедание веры, в теистических религиях — за ходатайство перед Богом за людей.

## Христианство
В христианстве (за исключением некоторых протестантских конфессий) благочестивый и добродетельный человек, прославленный Церковью, являющий собой образец добродетели и пребывающий по учению Церкви после его кончины на небесах и молящийся перед Богом за всех людей, ныне живущих на земле. Бог — единственный источник святости, соответственно, святой тот, кто соединён с Богом. Не все внешне добродетельные люди — святые, некоторые из них — даже неверующие, и не все святые были добродетельными, например, Благоразумный разбойник, который, однако, раскаялся и принял Христа.

### Календарная традиция
В памятниках первоначальной христианской древности, до половины IV века и даже до V века, как у восточных, так и у западных христиан слово святой — греч. ἅγιος, лат. sanctus — по мнению Мартиньи («Dictionnaire des antiquites») ещё не было присвоено так называемым ныне канонизованным святым, то есть ни апостолам, ни мученикам, ни вообще лицам, которые позже стали, под именем святых, предметом особого почитания церкви, а при упоминании их называли просто по имени, например, Павел (не прибавляя «апостол» или «святой»).
Римский календарь, изданный Бухером, а потом Рюинардом при его «Acta Sincera», доводит список особо чествуемых в церкви лиц до IV века включительно (до папы Либерия), причём ни разу не даёт им названия sanctus. Лишь в календарях церкви карфагенской, в III—V веках, при поминовении умерших, особенно чтимых церковью, слово sanctus встречается часто. Первый календарь, в котором постоянно встречается слово sanctus при имени того или иного особо чтимого церковного лица, — календарь Полемия («Acta Sanctorum»; т. 1). В менее отдалённую эпоху это слово встречается иногда в мозаиках при изображении апостолов, но его ещё нет при изображении св. Иоанна Предтечи даже в 451 году, и встречается оно при имени Предтечи не ранее, как в 472 году, на изображении св. Агафии in Suburra, в Риме. По исследованию Чиампи, оно встречается также при изображении Космы и Дамиана в 531 году Слова sanctus и sanctissimus на мраморных погребеньях, бесспорно древних, имеют, по мнению Мартиньи, значение carissimus. Причина, по которой христиане древнейших времён избегали эпитетов: Sanctus, Sanctissimus, заключается, по мнению некоторых учёных, в том, что слово Sanctus часто употреблялось в надписях несомненно языческих, которым не хотели подражать христиане. На эпиграфических документах V века встречается при именах, в некотором отдалении, одна буква S, которая может быть принята за начальную букву слова Sanctus, но также и за нач. букву слова Spectabilis. Вместо названия «святой» (лат. Sanctus) или вместе с ним часто стояло, при имени почитаемого церковью лица, другое название — dominus, domina. Мартиньи склонен думать, что слова dominus и domina означали в древности специально «мученик и мученица». Из рассказов о погребении почивших христиан видно, что распоряжавшиеся погребением провозглашали: ad sanctos! ad sanctos! (или ad martyres, ad martyres), то есть приказывали нести умершего на специально христианское кладбище. Кроме обозначения личной святости или высокого благочестия лица, слово sanctus, (agioV;), как некогда в язычестве, прилагалось и в христианстве для обозначения, что то или иное лицо или место посвящено какому-либо священному служению. Христиане in corpore в древней церкви (напр. в посланиях апост. Павла) именовались святыми. В Евангелии святость, освящение представляются везде как свойство христианства, во всех его проявлениях: да святится имя Твоё (Мф. 6:9), Отче святый, святи их во истине Твоей (Иоан. 17:11, 17).

### Почитание и призывание святых
Православные и католики считают, что Священное Писание решительно запрещает оказывать кому-либо божеское поклонение и служение, кроме единого истинного Бога (Втор. 6:13; Ис. 42:8; Мф. 4:10; 23:9; 1Тим. 1:17), но вовсе не возбраняет воздавать надлежащее почтение (doulexa) верным слугам Бога, и притом так, чтобы вся честь относилась к Единому Богу (Мф. 25:40), как «дивному во святых своих» (Пс. 67:35).
Царь Давид взывал: «мне же зело честни быша друзи Твои, Боже» (Псал. 138:17); сыны пророческие торжественно «поклонились до земли верному рабу и другу» Божию — Елисею (4Цар. 2:15). В Новом Завете сам Иисус Христос, подтвердив закон: «Господу Богу твоему поклоняйся, и Ему одному служи» (Мф. 4:10), сказал ученикам своим: «вы друзья мои, если исполните то, что Я заповедую вам» (Ин. 15:14), и засвидетельствовал пред ними: «кто принимает вас, принимает Меня; а кто принимает Меня, принимает пославшего Меня» (Мф. 10:40), показывая, что честь, воздаваемая верным слугам Его и друзьям, относится к Нему самому, также и в Откровении устами Иоанна Богослова: «Побеждающему дам сесть со Мною на престоле Моём, как и Я победил и сел с Отцем Моим на престоле Его» (Откр. 3:21). Апостол Павел также говорит: «Поминайте наставников ваших, которые проповедовали вам слово Божие, и, взирая на кончину их жизни, подражайте вере их» (Евр. 13:7).

### Происхождение почитания святых
Возникнув в христианской церкви на первых же порах её существования, вера в богоугодность и спасительность достодолжного чествования святых выразилась в установлении в память мучеников и других святых особых праздников, по примеру воскресного и других праздничных дней, с совершением соответствующих молитвословий и литургии (свидетельства Тертуллиана и св. Киприана; Постановления апостол. кн. VI, гл. 30; кн. VIII, гл. 33). Начиная с IV века везде открыто и торжественно происходит чествование святых, узаконенное двумя поместными соборами того же века: Гангрским и Лаодикийским. Вместе с тем развивается и определяется самое вероучение о почитании святых (Ефрем Сирин, Василий Великий, Григорий Нисский, Григорий Богослов, Иоанн Златоуст). Способствовало этому появление разных еретических учений. Были, например, еретики, которые не только чествовали Богоматерь подобающим ей почитанием, как святейшей всех святых, но и воздавали ей божеские почести, поклонялись и служили ей наравне с Богом. Это подвигло святого Епифания как на обличение заблуждающихся, так и на выяснение истинного церковного учения о почитании святых. В начале V века появились еретики, которые стали упрекать церковь в том, что будто бы ею допускается божеское чествование святых с таким же поклонением им и служением, и этим восстанавливается древнеязыческое идолопоклонство и ниспровергается вера в истинного Бога, которому одному нужно поклоняться и служить. Во главе этого рода лжеучителей, состоявших по преимуществу из евномиан и манихеев, стал испанец Вигилянций. Против него выступили блаженные Иероним и Августин. Вера в обязательность и спасительность достодолжного чествования святых неизменно сохранялась в церкви и в последующие века; подтверждением чему служат свидетельства как отдельных пастырей церкви (Сальвиан, Кирилл Александрийский, Григорий Великий, Иоанн Дамаскин), так и целых соборов — поместного Карфагенского (419 год) и в особенности Второго Никейского. Противниками этого учения в Средние века являются альбигойцы, павликиане, богомилы, вальденсы и сторонники учения Виклифа, в Новейшие время — вообще протестанты.
Почитая святых, как верных слуг, угодников и друзей Божих, церковь, вместе с тем, призывает их в молитвах, не как богов каких, могущих помогать нам своей собственной силой, а как предстателей наших пред Богом, единым источником и раздаятелем всех даров и милостей тварям (Иак. 1:17) и ходатаев наших, имеющих силу ходатайства от Христа, который «един (есть)» в собственном смысле и самостоятельный «посредник между Богом и человеками, предавший Себя для искупления всех» (1Тим. 2:5−6)
Начало молитвенного призывания святых видно ещё в церкви ветхозаветной: царь Давид взывал к Богу: «Господи, Боже Авраама, Исаака и Израиля, отцов наших» (1Пар. 29:18). Апостол Иаков преподаёт верующим заповедь молиться друг за друга и к этому прибавляет: «много может усиленная молитва праведного» (Иак. 5:16). Апостол Пётр обещал верующим и после своей смерти не прерывать попечения о них (2Петр. 1:15). Апостол Иоанн засвидетельствовал, что святые возносят свои на небе молитвы пред Агнцем Божим, помня в них и о сочленах своих в церкви воинствующей (см. Откр. 5:8; 8:3, 4. На основании Свящ. Писания и вместе свящ. предания, церковь всегда учила призывать святых, с полной уверенностью в их предстательстве за нас перед Богом. Это учение и верование церкви содержится во всех древнейших литургиях, например апостола Иакова и иерусалимской церкви, появившиеся в IV в. и вошедшие в церковно-богослужебную жизнь чины литургии св. Василия Великого и Иоанна Златоуста ясно доказывают, что призывание святых в это время было явлением всеобщим. Почитание святых не прекратилось и в период иконоборчества. Иконоборческий собор (754 год): «кто не исповедует, что все святые…. досточтимы пред очами Божиими…. и не просит молитв у них, как у имеющих, согласно церковному преданию, дерзновение ходатайствовать о Мире, — анафема». Несмотря на то, что, вскоре его постановления были отвергнуты на Седьмом Вселенском соборе, сама практика почитания святых осуждению не подвергалась.
Учение о почитании и призывании святых сохраняется и в учении Древних восточных церквей (Ассирийской церкви Востока, эфиопской, коптской, армянской и других). Противниками этого учения были различные протестантские течения. Лютер отверг почитание и призывание святых главным образом на том основании, что видел в них своего рода посредников между Богом и верующими, каковое посредство исключалось его личной, непосредственной верой. Ему казалось, что даже и прославленные святые своим посредством будут отдалять верующих от Христа, подобно тому, как здесь на земле отдаляют их от Него члены церковной иерархии. Поэтому он настаивал на мысли, что почитание святых является унижением заслуг Иисуса Христа, как единственного ходатая между Богом и людьми. Святые, по мнению Лютера — это только замечательные исторические лица, о которых нужно вспоминать с благоговением, говорить с уважением, но к которым нельзя обращаться с молитвой.

### Античное многобожие и почитание святых
Сохранение античных традиций у последователей христианской религии находит своё выражение в сочетании предыдущих представлений с христианскими символами в искусстве, в литературе, в философии, в бытовой сфере и в самой религии. Внешняя схожесть античного политеизма и культа христианских святых вызывает критику со стороны атеизма. Ф. Энгельс заметил, что христианство «могло вытеснить у народных масс культ старых богов только посредством культа святых…» «Греческие жития мучеников-философов и политических деятелей, пострадавших за свои убеждения послужили образцом для мифических житий вымышленных святых».
Впрочем, подобные взгляды имеют ответ Церкви, так, Сергей Булгаков объясняет:
Иногда делают сближение между почитанием святых и языческим культом героев или полубогов, приравнивая это почитание языческому многобожию. Однако эта параллель вовсе не так соблазнительна, как это кажется. Язычество, наряду с суевериями и заблуждениями, могло содержать в себе важные предвестия, "сень грядущего", которое могло быть, по причинам божественной педагогии, ради домостроительства ветхозаветной церкви, оставаться даже ей неведомым

### Православие
Православное учение делает акцент на две принципиальные особенности духовной жизни: во-первых, это постоянное стремление к святости, к безгрешной жизни: «Всякий, рождённый от Бога, не делает греха … он не может грешить, потому что рождён от Бога» (1Ин. 3:9), с другой стороны, это осознание своей греховности и упование только на милость Божию в деле своего спасения: «Блаженны нищие духом, ибо их есть Царство Небесное» (Мф. 5:3), «Я пришёл призвать не праведников, но грешников к покаянию» (Мф. 9:13). Это сочетание выражается, к примеру, словами Апостола Павла «Мне, наименьшему из всех святых, дана благодать сия…»(Еф. 3:8) — фраза, в которой сочетается и осознание призвания всех верующих в Христа к святости и в то же время уничижение самого первоверховного апостола, встречающееся ещё к примеру, в 1Кор. 15:8,9: «…а после всех явился и мне, как некоему извергу. Ибо я наименьший из Апостолов, и недостоин называться Апостолом, потому что гнал церковь Божию». Так или иначе, стремление к святости — это естественное стремление каждого православного христианина. Апостолу Иоанну Богослову было открыто, что «теплохладные» христиане будут извержены из уст Божиих (Откр. 3:15,16)
Апостол Павел в своих посланиях называет всех членов Церкви святыми, в том числе адресуя их «призванным святым» (1Кор. 1:2; Рим. 1:7) или просто «святым» (Еф. 1:1; Фил. 1:1; Кол. 1:2), а Апостол Пётр говорит христианам: «вы — род избранный, царственное священство, народ святой, люди, взятые в удел» (1Пет. 2:9). В то же время святость в православии — это не статус, а как бы состояние человеческого духа: «не придёт Царствие Божие приметным образом, и не скажут: вот, оно здесь, или: вот, там. Ибо вот, Царствие Божие внутрь вас есть» (Лк. 17:20-21), «будьте совершенны, как совершен Отец ваш Небесный» (Мф. 5:48). В целом же святость в Православии имеет синонимичные аналоги, слова богообщение и боговидение. Они основываются на православном учении о том, что святые в Царствии Небесном постоянно находятся в общении с самим Богом, что иллюстрируется, к примеру, такими словами из Писания:
- «И говорил Господь с Моисеем лицем к лицу, как бы говорил кто с другом своим» (Исх. 33:11)
- «Одного просил я у Господа, того только ищу, чтобы пребывать мне в доме Господнем во все дни жизни моей, созерцать красоту Господню и посещать [святый] храм Его» (Пс. 26:4)
- «Филипп сказал Ему: Господи! покажи нам Отца, и довольно для нас» (Ин. 14:8)
- «Кто имеет заповеди Мои и соблюдает их, тот любит Меня; а кто любит Меня, тот возлюблен будет Отцем Моим; и Я возлюблю его и явлюсь ему Сам» (Ин. 14:21)
- «но Я увижу вас опять, и возрадуется сердце ваше, и радости вашей никто не отнимет у вас; и в тот день вы не спросите Меня ни о чём» (Ин. 16:22-23)
- «наше общение — с Отцем и Сыном Его, Иисусом Христом» (1Ин. 1:3)

Во время чинопоследования православного отпевания Церковь (по древнему обычаю) многократно упрашивает Бога причислить умершего к лику святых: «Со святыми упокой Христе душу усопшего раба Твоего!». Те же самые слова поются во время прославления святого перед пением величания уже как новому святому.
В православии по лику святости различают несколько типов святых.
Особое место среди православных святых занимает Пресвятая Богородица.
Святость — это состояние, переживаемое верующим по слову Апостола Иакова «Приблизьтесь к Богу, и приблизится к вам» (Иак. 4:8). Но также сказано: «Вы — свет мира. Не может укрыться город, стоящий на верху горы» (Мф. 5:14). Таким образом, с одной стороны, единственным сердцеведцем, знающим угодников своих, является сам Господь. Но Он Сам прославляет святых своих чудесами: даром языков (в первые века), пророчествований, исцелений, чудотворений при жизни, нетленными мощами, исцелений по молитвам святому. Чудеса не являются обязательным условием почитания, по слову Апостола Павла о высшем даре: «Любовь никогда не перестаёт, хотя и пророчества прекратятся, и языки умолкнут, и знание упразднится» (1Кор. 13:8), но являются как бы указанием самого Господа на почитание его верного служителя. Например, как описано сразу после прославлении Святителя Московского Ионы об исцелении одной женщины:
Приведённая во храм, она усердно молилась пред чудотворными иконами, Владимирской и Великогорецкой, но не получила желаемого; припадала потом ко гробу чудотворца Петра и много скорбела, что труд её был напрасен; тогда послышался ей таинственный голос: «Иди ко гробу Ионы, чудотворца». «Не знаю, Господи, где он» — смиренно отвечала слепая, и, когда привели её к честной раке, стала осязать её руками с тёплою молитвой о прозрении, но как только приникла к мощам, чтобы приложиться, почувствовала как бы тёплое дуновение из уст святительских, прямо в очи свои, и в ту же минуту прозрела.
Православные церкви признают святыми, как правило, только православных или христиан-католиков, не еретиков, живших до разделения церквей.
Митрополит Крутицкий и Коломенский Ювеналий, член Священного Синода, председатель Синодальной комиссии по канонизации святых Русской Православной Церкви:
Основными критериями канонизации общецерковных и местночтимых подвижников веры в Русской Православной Церкви являются праведное житие, безукоризненная православная вера, народное почитание, чудотворения, и если таковые есть, нетленные мощи.
Выделить более «авторитетных» и менее «авторитетных» святых невозможно, но в православной русской традиции, особенно среди мирян, наиболее чтимыми святыми являются Иоанн Креститель, Николай Чудотворец (Николай Угодник), Сергий Радонежский, Серафим Саровский, Александр Невский, князь Владимир, а также местночтимые святые.
См. также: Лик святости

### Католицизм
Святые, то есть спасённые для вечной жизни с Богом христиане, являются для живущих христиан примером христианской жизни, а также молитвенниками и заступниками перед Всевышним.
Древний Апостольский Символ веры говорит об «общении святых», которое понимается в Католической церкви как общение духовных благ, а также как общение земной и небесной Церкви.
Катехизис Католической церкви говорит по этому поводу: 
Мы чтим память небожителей не только ради их примера, но ещё более ради того, чтобы единство всей Церкви в Духе укреплялось через братскую любовь. Ибо как общение между христианами на земле приближает нас ко Христу, так и общение со святыми соединяет нас со Христом, от Которого исходит как от их Главы всяческая благодать и жизнь самого народа Божия(ст. 957)
Католическая церковь почитает святых, подчёркивая, что поклонение подобает одному лишь Богу, а молитвы святым носят характер просьбы о заступничестве. Показательно, что в литаниях, обращённых ко Христу, употребляется возглас «Спаси нас!» или «Помилуй нас!», а в литаниях, обращённых к Богородице и святым, «Молись о нас!».
Благодаря тому, что небожители ближе соединены со Христом, они сильнее укрепляют всю Церковь в святости, они непрестанно ходатайствуют о нас перед Отцом, принося Ему в дар свои заслуги, приобретённые на земле через единого Посредника между Богом и людьми, Христа Иисуса. Итак их братское попечение - большая помощь нашей немощи (ст. 956)
В католической церкви существует разделение праведников на собственно святых и блаженных. Процесс причисления праведника к лику святых называется канонизацией, в то время, как причисление к числу блаженных — беатификацией. Блаженный — это человек, которого Церковь считает спасённым и пребывающим на небесах, но в отношении которого не устанавливается общецерковное почитание, разрешено только местное. Часто беатификация является предварительной ступенью перед канонизацией праведника. Разделение процессов беатификации и канонизации было введено в 1642 году папой Урбаном VIII. С этого же времени беатификация является необходимым этапом для начала процесса канонизации.
В Католической церкви отсутствует чёткое деление святых по ликам святости, принятое в православии. Однако по схожим принципам святых часто делят на несколько групп. Наиболее распространённое деление восходит к Лоретанской литании.
| Наименование | Лат. яз.    |
| ------------ | ----------- |
| Девы         | Virgines    |
| Апостолы     | Apostoli    |
| Мученики     | Martyres    |
| Исповедники  | Confessores |
| Пророки      | Prophetae   |
| Патриархи    | Patriarchae |

Иногда выделяют также святых-непорочных, святых-состоявших в браке и раскаявшихся грешников.

### Отрицание почитания святых
1. Молокане
2. Толстовцы
3. Богомилы
4. Христадельфиане

## Другие религии

### Индуизм
В индуизме существует давняя и богатая традиция почитания святых. Это могут быть учителя-гуру, аскеты, преуспевшие на пути духовного самосовершенствования, основатели направлений индуизма, такие как Шри Шанкара-чарья, Рамануджа и т. д. Духовные люди (садху) знают признаки, по которым того или иного человека можно назвать святым. Они выражают ему почтение, а обычные люди следуют их примеру, а потом молва о святом человеке разносится из уст в уста.

### Буддизм
В буддизме почитаются архаты, бодхисаттвы и махасаттвы, сиддхи, будды, а также основатели различных направлений буддизма, такие как Гуру Ринпоче (Падмасамбхава) в тантрическом буддизме, Хуэйнэн и Линьцзи в чань-буддизме и др. — люди, путём духовной работы над собой достигшие различных степеней просветления и совершенства. В народном буддизме особо чтятся бодхисаттвы, святые, давшие обет достичь состояния будды во имя спасения всех живых существ и ради них пожертвовавшие нирваной. Они считаются защитниками праведных.

### Ислам
В исламе авлия (ед. ч. вали) — люди, особо приближенные к Аллаху, которые ведут праведный образ жизни, избегают совершения грехов и совершенствуют свой духовный мир постоянным поминанием Аллаха. Считается, что они достигли состояния ихсан. Бог может даровать авлия состояния озарения и возможность совершать сверхъестественные деяния (карамат). Согласно Корану, авлия — это все праведные мусульмане. В хадисах же говорится, что авлия — особая категория правоверных.
В народной исламской среде может существовать культ святых, в котором авлия часто являются объектами различных суеверий. К их могилам совершаются паломничества. Многие верят, что они могут помочь изменить предопределение. Эти представления противоречат положениям исламского богословия, согласно которым предопределение и подобные явления находятся в исключительной компетенции Аллаха. В то же время само посещение могил авлия, если при этом соблюдаются соответствующие нормы ислама, не только не запретно, но даже желательно. В народной среде авлия часто пользовались значительно большим авторитетом, чем «официальные» кади и факихи. Авлия нередко становились во главе национально-освободительных движений, активно боролись против колонизаторов (Абд аль-Кадир в Алжире, санусия в Ливии и др.).
Другой категорией народных святых являются доисламские мифологические персонажи, после принятия ислама переосмысленные в качестве святых (например, среднеазиатские святые Биби Сешанбе, Биби-мушкиль-кушо, Джоумард-кассаб, Амбар-она, Хубби и др.). В исламе отсутствует практика канонизации святых. Реально существовавший человек или мифический персонаж получал статус почитаемого святого в народной среде. Такая свобода инициативы привела к введению в ислам чужеродных элементов, что приводило к протесту отдельной части мусульман.

### Хасидизм
В хасидизме объектом особого почитания является цадик (ивр. צַדִיק‎ — праведник) — духовный вождь хасидской общины, на котором покоится шхина (Божественное присутствие). В иудаизме за пределами хасидизма культ святых отсутствует, цадиком (праведником) называется просто набожный и благочестивый человек. Он не является объектом поклонения или особого почитания.

### Афроамериканские народные культы
Популярные в странах Латинской Америки синкретические религии, распространённые прежде всего среди чернокожего населения — такие как сантерия на Кубе, вуду на Гаити, умбанда и кандомбле в Бразилии и т. д., — унаследовали многие элементы культа и обрядности от католицизма, в том числе и почитание христианских святых. При этом их образы зачастую трактуются весьма неортодоксально. В некотором роде аналогом христианских святых являются вудуистские лоа.

### Православные святые
- Канонизация святых в XX веке. М., 1999.
- Ковалевский И. Юродство о Христе и Христа ради юродивые Восточной и Русской церкви: Исторический очерк и жития сих подвижников благочестия. М., 1902.
- Панченко А. М. Юродивые на Руси // Русская история и культура: Работы разных лет. — СПб., 1999. — С. 392—407.
- Святой, святые // Энциклопедический словарь Брокгауза и Ефрона : в 86 т. (82 т. и 4 доп.). — СПб., 1900. — Т. XXIX.

### Русские православные святые
- Андроник (Трубачев). Канонизация святых в русской православной церкви // Православная энциклопедия: Русская православная церковь. — М., 2000. — С. 346—371
- Барсуков Н. П. Источники русской агиографии. — СПб.: тип. М. М. Стасюлевича, 1882. — XII с., 616 стб., [2], VIII с. — (Общество любителей древней письменности. Издания; № 81)
- Васильев В. История канонизации русских святых. М., 1893
- Голубинский Е. Е. История канонизации святых в русской церкви. М., 1903
- Дмитрий (Самбикин), архиеп. Месяцеслов святых, почитаемых всею русскою церковию или местночтимых, и указатель празднеств в честь икон божией матери и святых угодников божиих в нашем отечестве. Каменец-Подольский, 1892—1895
- Канонизация святых. Поместный собор русской православной церкви. Троице-Сергиева Лавра, 6—9 июня 1988 года: Материалы. — М.: Изд. Московской Патриархии, 1990. — 480 с.
- Леонид (Кавелин), архим. Святая Русь или сведения о всех святых и подвижниках благочестия на Руси (до XVII века), обще- и местночтимых, изложенных в таблицах с картою России и планом Киевских пещер: Справочная книга по русской агиографии. СПб., 1891
- Мельник А. Г. Гробница святого в пространстве русского храма XVI - начала XVII века // Восточнохристианские реликвии. Ред.-сост. А.М. Лидов. — М., 2003. — С. 533—552. — ISBN 5-89826-190-7.
- Мельник А. Г. Надгробные комплексы ростовских святых в XVII – начале XX веков: основные тенденции формирования // История и культура Ростовской земли. 2005. — Ростов, 2006. — С. 443—475.
- Мельник А. Г. Социальные функции ростовских святых в XII - XVII веках // Исторические записки. — М.: Наука, 2008. - Вып. 11(129). — С. 75—93. — ISBN 978-5-02-036736-4.
- Мельник А. Г. Монастырские приходо-расходные книги XVI века как источник по истории почитания русских святых // Проблемы источниковедения. Вып. 2(13). — М., 2010. — С. 224—230. — ISBN 978-5-02-036736-4.
- Мельник А. Г. Московский великий князь Василий III и культы русских святых // Ярославский педагогический вестник. — Ярославль, 2013. — № 4. — Том I (Гуманитарные науки). — С. 7—12.
- Мельник А. Г. Практика первоначального утверждения культов русских святых в XV–XVI вв. // Ярославский педагогический вестник. — Ярославль, 2014. — № 4. — Том I (Гуманитарные науки). — С. 7—11.
- Мельник А. Г. Небесные покровители русского воинства в конце XV - XVI вв. // Макариевские чтения. Воинство земное - Воинство небесное. — Можайск, 2011. — Вып. 18. — С. 61—68.
- Мельник А. Г. Места погребений избранных подвижников благочестия в русских монастырях XI – XIV вв. // Восточная Европа в древности и средневековье. XXIII чтения памяти члена-корреспондента АН СССР В.Т. Пашуто: Материалы конференции. — Москва, 2011. — С. 185—188.
- Никодим (Кононов), архим. К вопросу о канонизации святых в русской церкви. М., 1903.
- Темниковский Е. Н. К вопросу о канонизации святых. — Ярославль: тип. Губернского правления, 1903. — 77 с.
- Толстой М. В. Книга глаголемая Описание о российских святых, где и в котором граде или области или монастыре и пустыни поживе и чудеса сотвори, всякого чина святых / Доп. биогр. сведениями гр. М. В. Толстой. — М.: Унив. тип., 1887. — 288, II с.
- Филарет, архиепископ Черниговский [Гумилевский]. Русские святые, чтимые всею церковию или местно. Опыт описания жизни их. [Отд. 1]. Январь, февраль, март, апрель. — Изд. 3-е с доп. —- СПб.: И. Л. Тузов, 1882. — [3], V, 568, V с.
- Хорошев А. С. Политическая история русской канонизации (XI—XVI вв.): [Монография]. — М.: Издательство Моск. университета, 1986. — 206 с.

### Критика с атеистических позиций
- Гордиенко Н. С. Православные святые: кто они? Л.: Лениздат, 1979.